# Xinti
Xinti é o terceiro álbum de originais da cantora portuguesa Sara Tavares lançado a 11 de maio de 2009 pela editora neerlandesa World Connection.

## Faixas
1. Quando Dás Um Pouco Mais
2. Sumanai
3. Ponto de Luz
4. Caminhanti
5. Pé na Strada
6. Bué (você é…)
7. Di Alma
8. Keda Livre
9. Só d'Imagina
10. Minino
11. Voz Di Vento
12. Exala
13. Fundi Ku Mi
14. Manso Manso
15. Mana Fé